# 葛力明
葛力明（1965年—），北京大学数学科学学院教授，新罕布什尔大学教授、中科院系统数学与数学研究院研究员、中国教育部第六批“长江学者”特聘教授，曾获得美国青年科学家与工程师总统奖。